# Wapen van Wieringen

Wapen van Wieringen

Het wapen van Wieringen is sinds 26 juni 1816 het wapen van het eiland, en voormalige gemeente, Wieringen. Waar de symboliek vandaan komt is niet geheel duidelijk. Wel is duidelijk dat de rotganzen in het wapen al in 1643 gebruikt werden. In dat jaar is er op Wieringen een grafsteen gelegd met daarop het gemeentelijk wapen met drie ganzen. De grafsteen is van de baljuw van het eiland. Aan de bovenkant van het wapen staat de letter W, waarmee het wapen van Wieringen een van de weinige wapens is met initialen erop.
Volgens de burgemeester die het wapen heeft aangevraagd bij de Hoge Raad van Adel, kwamen de rotganzen indertijd ook veel voor op het eiland, en daarmee zouden zij een symbool zijn voor het eiland.

## Blazoenering
De beschrijving van het wapen luidt als volgt: 
Midden door gedeeld, het bovenste van lazuur, waarop een W ter weerskanten vastgehouden door een klimmende leeuw, alles van goud, het onderste mede van lazuur, waarop 2 zwemmende rotganzen van goud.
Hierbij dient wel genoemd te worden dat de leeuwen op een grond staan en de zwanen tussen golven zwemmen. De leeuwen, grond, zwanen en het water zijn alle van goud.
Abbekerk
· Akersloot
· Andijk
· Ankeveen
· Anna Paulowna
· Assendelft
· Avenhorn
· Barsingerhorn
· Beemster
· Beets
· Bennebroek
· Berkenrode
· Berkhout
· Bijlmermeer
· Blokker
· Bovenkarspel
· Broek in Waterland
· Broek op Langedijk
· Buiksloot
· Bussum
· Callantsoog
· De Rijp
· Egmond
· Egmond aan Zee
· Egmond-Binnen
· Graft
·  Graft-De Rijp
· 's-Graveland
· Groet
· Grootebroek
· Grosthuizen
· Haarlemmerliede
· Haarlemmerliede en Spaarnwoude
· Harenkarspel
· Heerhugowaard
· Hensbroek
· Hoogkarspel
· Hoogwoud
· Ilpendam
· Jisp
· Kalslagen
· Katwoude
· Koedijk
· Koog aan de Zaan
· Kortenhoef
· Krommenie
· Kwadijk
· Langedijk
· Leimuiden
· Limmen
· Marken
· Middelie
· Midwoud
· Monnickendam
· Muiden
· Naarden
· Nederhorst den Berg
· Nibbixwoud
· Niedorp
· Nieuwe Niedorp
· Nieuwendam
· Nieuwer-Amstel
· Noord-Scharwoude
· Noorder-Koggenland
· Obdam
· Oosthuizen
· Opperdoes
· Oterleek
· Oude Niedorp
· Oudendijk
· Oudkarspel
· Oudorp
· Petten
· Ransdorp
· Schardam
· Scharwoude
· Schellingwoude
· Schellinkhout
· Schermer
· Schermerhorn
· Schoorl
· Schoten
· Sijbekarspel
· Sint Maarten
· Sint Pancras
· Sloten
· Spaarndam
· Spaarnwoude
· Spanbroek
· Twisk
· Urk
· Ursem
· Veenhuizen
· Venhuizen
· Warder
· Warmenhuizen
· Waverveen
· Weesp
· Weesperkarspel
· Wervershoof
· Wester-Koggenland
· Westwoud
· Westzaan
· Wieringen
· Wieringermeer
· Wieringerwaard
· Wijdenes
. Wijdewormer
. Wijk aan Zee en Duin
· Wimmenum
· Winkel
· Wognum
· Wormer
· Wormerveer
· Zaandam
· Zaandijk
· Zeevang
· Zijpe
· Zuid-Scharwoude
· Zuid- en Noord-Schermer
· Zwaag

Dorpswapens:
Hauwert
· Volendam
· Zwaagdijk-West